# The Incredible Sarah
Pour plus de détails, voir Fiche technique et Distribution.
The Incredible Sarah est un film américain réalisé par Richard Fleischer, sorti en 1976. C'est une biographie de l'actrice Sarah Bernhardt.

## Fiche technique
- Titre : The Incredible Sarah
- Réalisation : Richard Fleischer
- Scénario : Ruth Wolff
- Photographie : Christopher Challis
- Musique : Elmer Bernstein
- Montage : John Jympson
- Pays de production : États-Unis
- Format : Couleurs - 2,35:1 - Mono
- Genre : biographie
- Durée : 106 minutes
- Date de sortie : 1976

## Distribution
- Glenda Jackson : Sarah Bernhardt
- Daniel Massey : Victorien Sardou
- Yvonne Mitchell : Mam'selle
- Douglas Wilmer : Montigny
- John Castle : Damala
- Peter Sallis : Thierry
- Margaret Courtenay : Madame Nathalie
- Patrick Newell : Major
- Neil McCarthy : Sergent